# Parc national de Snæfellsjökull
Ne doit pas être confondu avec Snæfellsjökull.
Le parc national de Snæfellsjökull, en islandais Þjóðgarður Snæfellsjökull, est un parc national d'Islande situé dans la municipalité de Snæfellsbær l'ouest du pays. Il fut créé en 2001 et s'étend sur 170 km2.
Le parc couvre l'extrémité occidentale de la péninsule de Snæfellsnes dont le flanc Ouest et le sommet de la montagne Snæfellsjökull qui lui a donné son nom et qui domine le paysage. Cette montagne est en réalité un stratovolcan, dont la plus ancienne éruption remonte à 8 000 ans. Les laves de ce volcan, et du système volcanique associé s'étendent jusqu'à la mer et constituent l'essentiel du sol du parc. Ce sol retient mal l'eau et est donc un terrain difficile pour le développement de la végétation, souvent limitée à un épais tapis de mousses. En revanche, la faune est relativement riche pour le pays, en particulier sur la côte avec de nombreux oiseaux marins profitant des eaux riches en poisson baignant la péninsule.
Ces eaux poissonneuses sont aussi ce qui attira les habitants, la péninsule étant peuplée dès la colonisation de l'Islande au IXe siècle. Pendant un temps, le village de Dritvík au sud du parc fut même l'un des principaux ports de pêche du pays. Ce village, comme le reste du parc, fut abandonné au XIXe siècle. Le parc national est maintenant avant tout un site touristique, les nombreux visiteurs venant admirer les paysages uniques de la côte et le volcan Snæfellsjökull popularisé en particulier par l'histoire de Voyage au centre de la Terre.

## Géographie
Le parc national est situé à l'extrémité occidentale de la péninsule de Snæfellsnes, dans la municipalité de Snæfellsbær de la région du Vesturland, à l'ouest de l'Islande. Il s'étend sur plus de 170 km2. Les réserves naturelles de Búðahraun, de Arnarstapi et Hellnar et le monument naturel de Bárðarlaug sont situés à proximité et sont gérés conjointement avec le parc national.
Le parc tire son nom du glacier Snæfellsjökull (jökull signifie glacier) qui lui-même tire son nom de la montagne qu'il couvre: Snæfell, signifiant la montagne (fell) enneigée (snæ), qui est aussi à l'origine du nom de la péninsule Snæfellsnes  (nes signifie péninsule). Ce glacier couvre le sommet de la pour une superficie totale 11 km2 en 2009, en diminution rapide. Par extension et pour différencier des autres montagnes du même nom, le nom du glacier désigne maintenant l'ensemble de la montagne. Cette montagne domine la péninsule avec son profil symétrique, culminant à 1 446 m. Par temps clair, il est visible jusqu'à Reykjavik à 120 km de là à vol d'oiseau.

Carte du parc national de Snaefellsjökull

Autour du Snæfellsjökull s'étend une petite plaine qui rejoint la mer où les falaises rocheuses alternent avec les plages de sable noir ou clair. Dans la partie sud, la frontière entre la montagne et les plaines côtières est marquée par des falaises. Plusieurs petits ruisseaux naissent dans le glacier et déferlent les pentes de la montagne, formant en plusieurs points des chutes d'eau, dont en particulier la chute de Klukkufoss dans la vallée d'Eysteinsdalur au nord du sommet. En revanche, la lave des plaines est poreuse et retient mal l'eau.

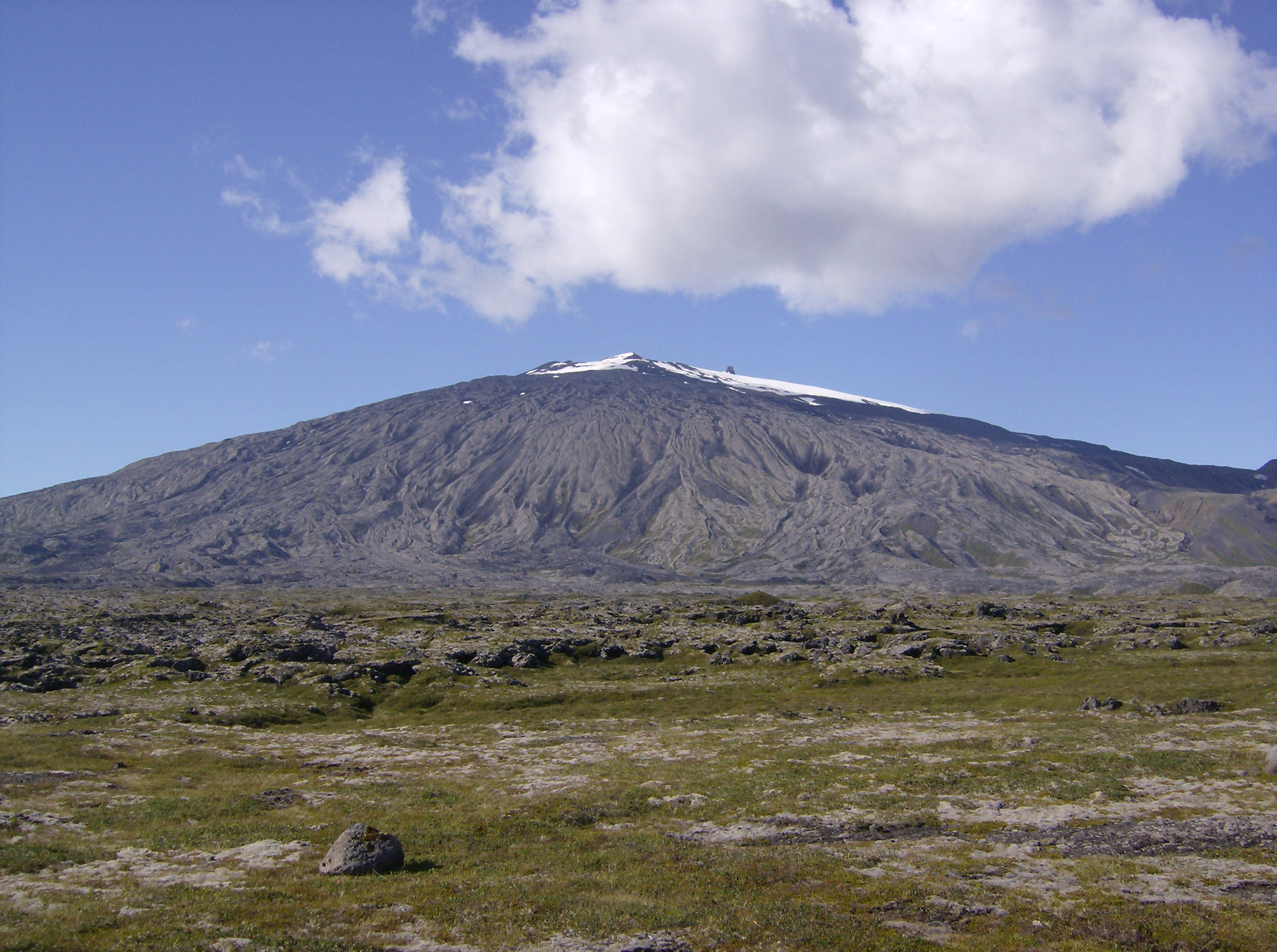
Le Snæfellsjökull vue depuis le sud.
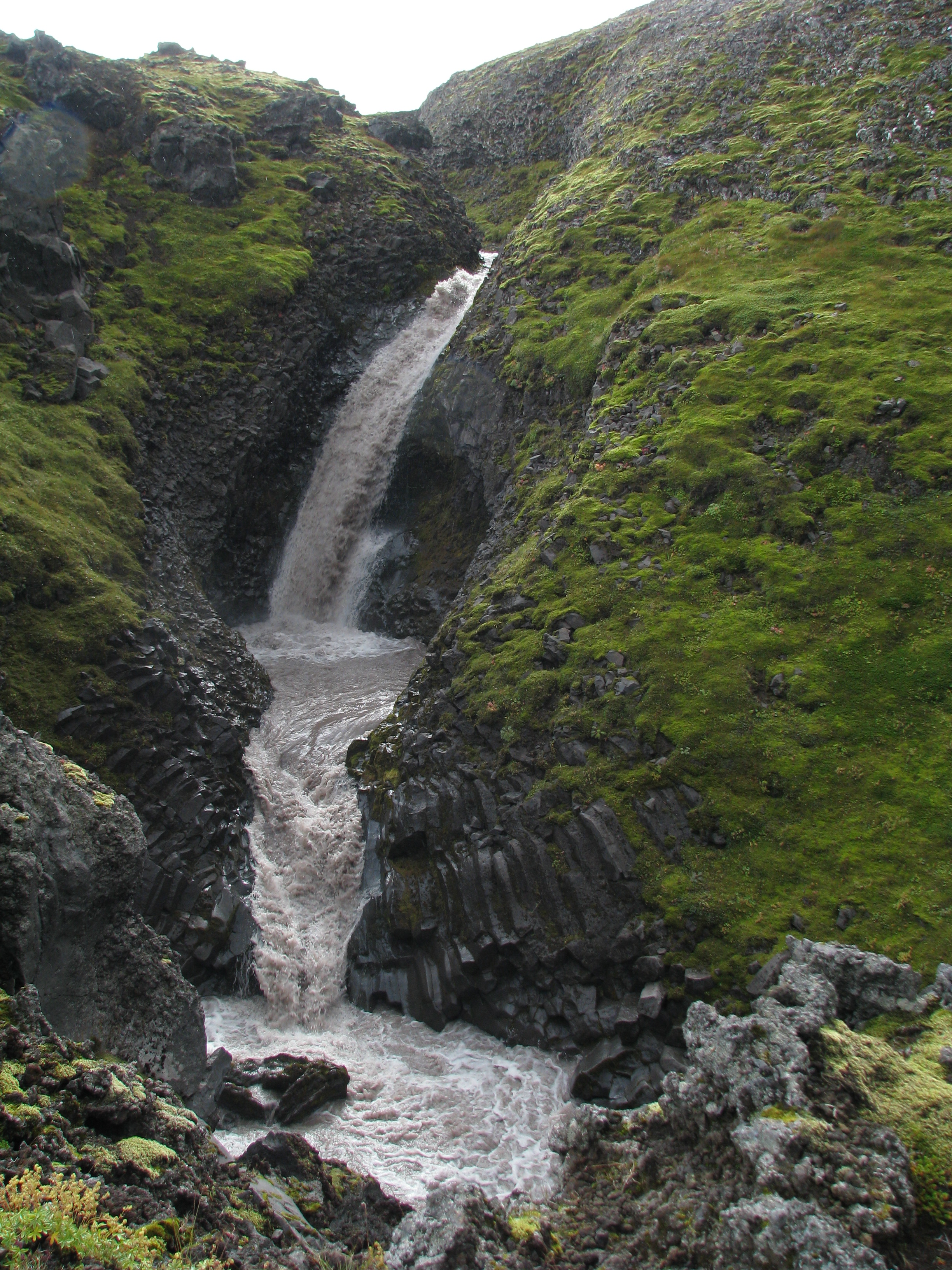
La chute de Klukkufoss, entourée d'orgues basaltiques.
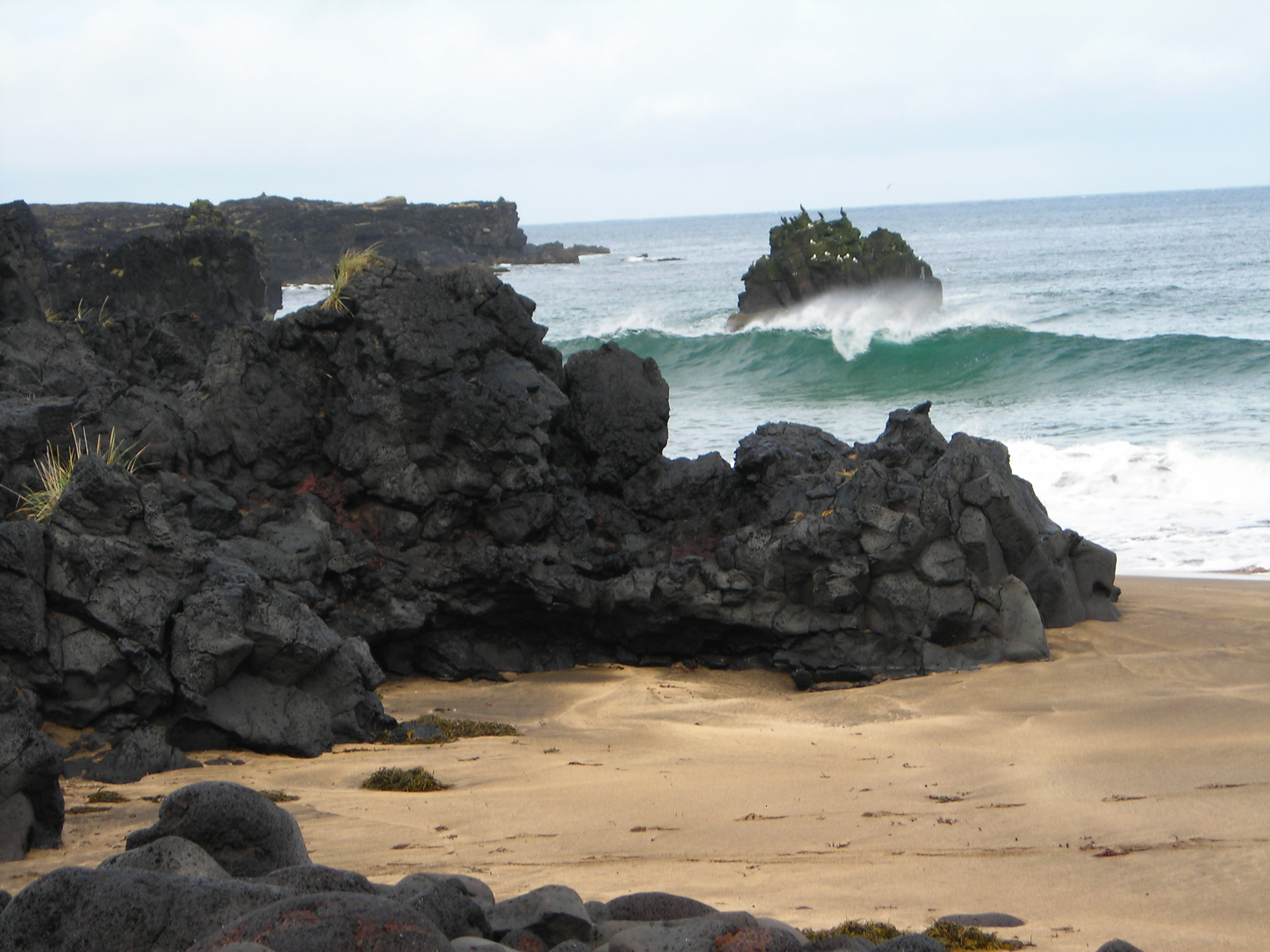
La crique de Skarðsvik, au nord du parc.
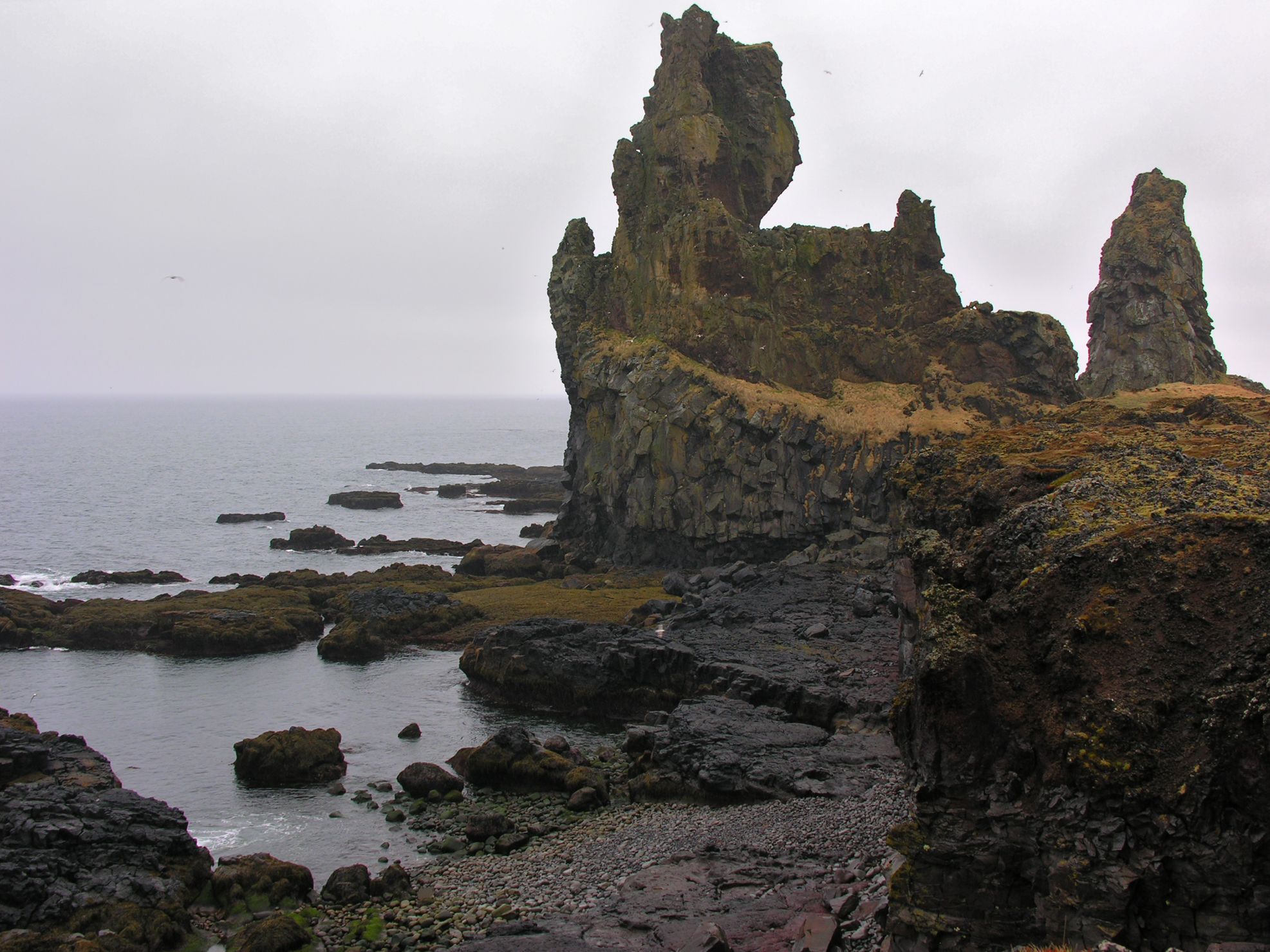
Formation rocheuse à Lóndrangar à l'extrémité sud du parc.

| Mois                              | jan. | fév. | mars | avril | mai | juin | jui. | août | sep. | oct. | nov. | déc. |
| --------------------------------- | ---- | ---- | ---- | ----- | --- | ---- | ---- | ---- | ---- | ---- | ---- | ---- |
| Température minimale moyenne (°C) | −2,3 | −1,9 | −1,7 | 0,2   | 3,3 | 6,1  | 7,8  | 7,6  | 5,4  | 2,7  | −0,2 | −2   |
| Température moyenne (°C)          | 0,1  | 0,5  | 0,8  | 2,9   | 5,9 | 8,5  | 10,2 | 9,9  | 7,5  | 4,7  | 1,8  | 0,3  |
| Température maximale moyenne (°C) | 2,5  | 2,9  | 3,3  | 5,7   | 8,6 | 11   | 12,7 | 12,3 | 9,7  | 6,8  | 3,9  | 2,7  |
| Précipitations (mm)               | 115  | 111  | 102  | 78    | 68  | 68   | 60   | 85   | 95   | 131  | 101  | 113  |

| Diagramme climatique                                  |            |            |          |          |         |           |           |          |           |            |          |
| J                                                     | F          | M          | A        | M        | J       | J         | A         | S        | O         | N          | D        |
| 2,5−2,3115                                            | 2,9−1,9111 | 3,3−1,7102 | 5,70,278 | 8,63,368 | 116,168 | 12,77,860 | 12,37,685 | 9,75,495 | 6,82,7131 | 3,9−0,2101 | 2,7−2113 |
| Moyennes : • Temp. maxi et mini °C • Précipitation mm |            |            |          |          |         |           |           |          |           |            |          |

## Géologie

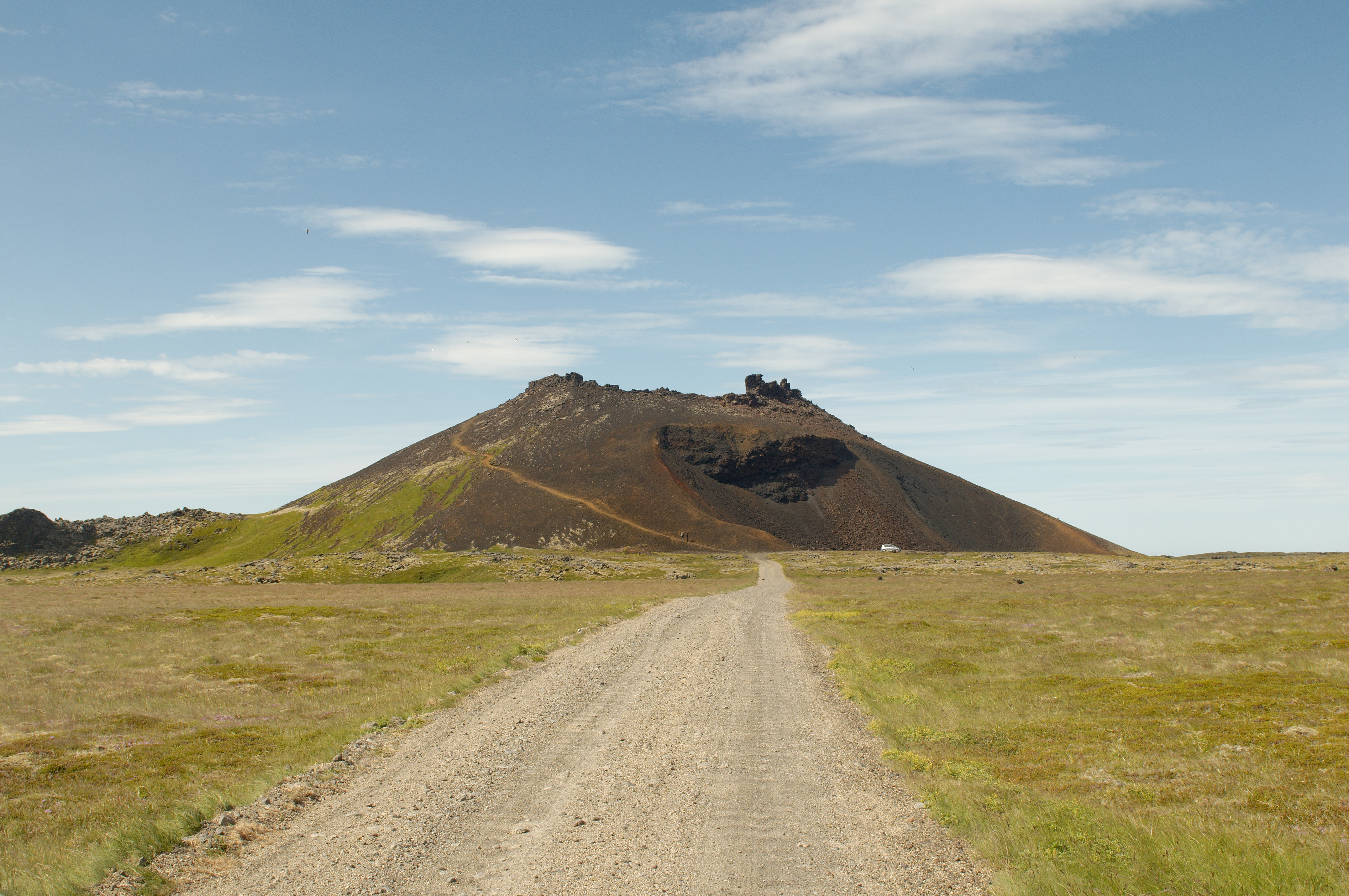
Saxhöll, un petit cratère isolé dans les plaines au nord-ouest du Snæfellsjökull.

Comme le reste du pays, la région de Snæfellsjökull est d'origine volcanique. Le Snæfellsjökull lui-même est un stratovolcan dont les premières éruptions remontent à 800 000 ans. Il est le volcan central d'un système volcanique qui inclut aussi une fissure volcanique et qui s'étend sur environ 30 km d'est en ouest. Il s'agit d'un des trois systèmes volcaniques de la zone volcanique de Snæfellsnes, dont l'activité est due à la présence de failles transformantes liée à un ancien rift et qui constitue une zone de faiblesse dans la croûte terrestre facilitant la remontée du magma. Le volcan a un diamètre d'environ 15-20 km et à son sommet se trouve une sorte de caldeira asymétrique de 2,5 km de large, ouverte vers le nord-ouest, rappelant celle formée par le mont Saint Helens lors de son éruption de 1980. Le volcan entre en éruption en moyenne tous les 400 ans bien que la dernière éruption remonte à il y a environ 1 800 ans. Les laves de cette eruption ont couvert environ 30 km2, dont entre autres le champ de lave de Háahraun au sud.
De nombreuses éruptions de la fissure volcanique datent des glaciations du quaternaire, ce qui se caractérise par des montagnes de hyaloclastite, particulièrement présentes au nord du Snæfellsjökull,. Les plaines au sud de la péninsule sont un ancien fond marin qui a émergé depuis la fin des glaciations, et les falaises que l'on peut voir entre les plaines côtières et les flancs du volcan marquent l'ancienne ligne de côte.
Parmi les nombreuses curiosités géologiques de la région, on peut citer le tunnel de lave de Vatnshellir, d'une longueur de 200 m et atteignant 35 m de profondeur sous la surface.

## Milieux naturels

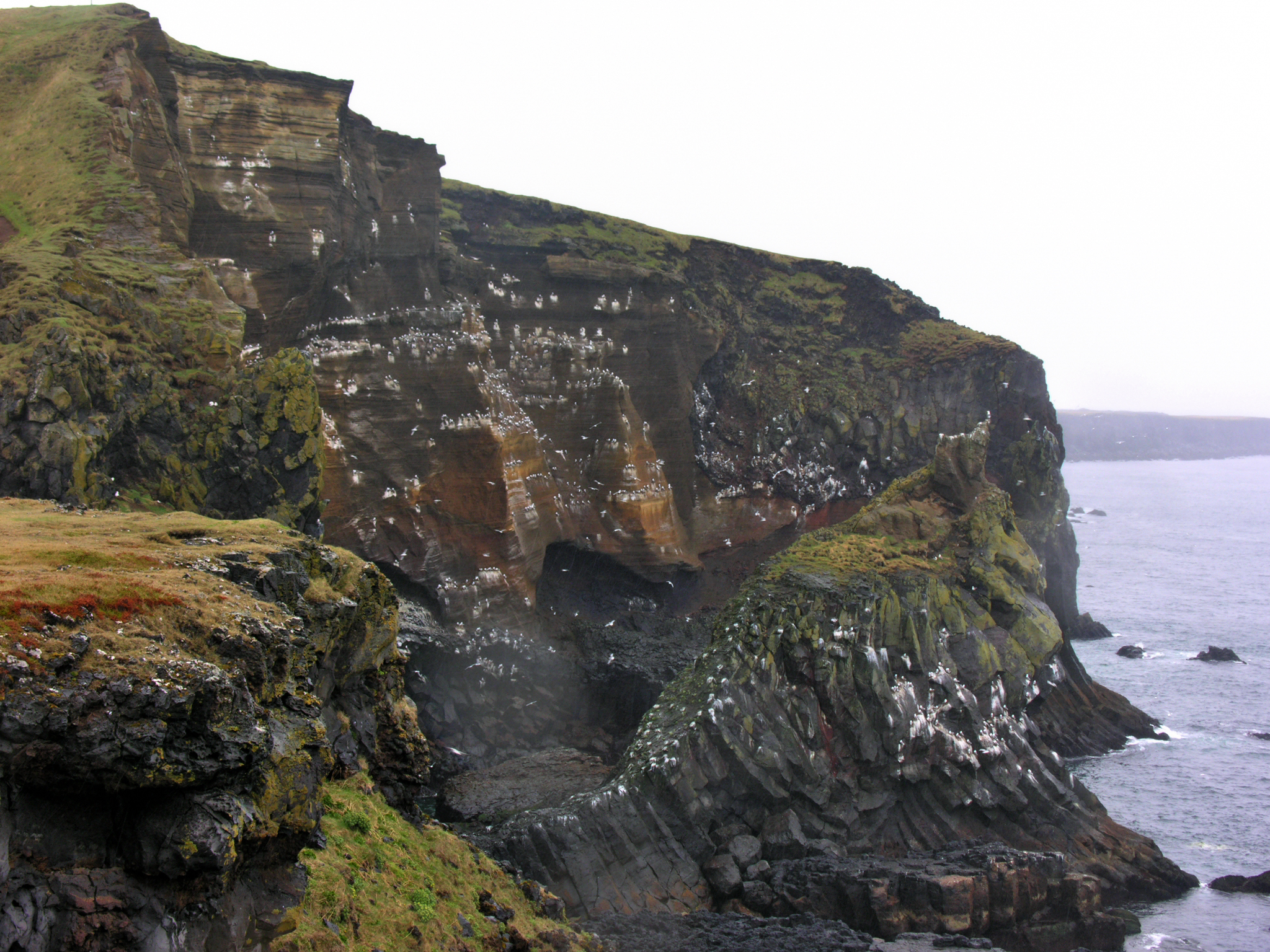
Falaise à oiseaux à Hellnar, non loin du parc.

Le parc comprend des milieux naturels variés, mais la porosité de la lave rend difficile le développement de la flore. Le sol est donc surtout couvert d'un épais tapis de mousses, avec tout de même quelques fleurs ou quelques petits arbustes comme des bouleaux ou des frênes se développant dans les zones abritées. Parmi les plantes rares du parc, on peut citer le millet étalé (Milium effusum) ou la parisette à quatre feuilles (Paris quadrifolia) qui est une espèce protégée. Les bruyères sont assez communes, avec en été quelques baies comme la camarine noire (Empetrum nigrum) et des airelles. 
En termes de faune, c'est naturellement les oiseaux de mer qui domine, avec en particulier le guillemot de Troïl (Uria aalge), le guillemot de Brünnich (Uria lomvia), le petit Pingouin (Alca torda), le fulmar boréal (Fulmarus glacialis), la mouette tridactyle (Rissa tridactyla) et le cormoran huppé (Phalacrocorax aristotelis). Outre les oiseaux marins, il existe aussi plusieurs espèces associées aux landes du parc, telles que le pluvier doré (Pluvialis apricaria), le courlis corlieu (Numenius phaeopus), le pipit farlouse (Anthus pratensis), le bruant des neiges (Plectrophenax nivalis) et le traquet motteux (Oenanthe oenanthe). Le parc est aussi une étape importante pour plusieurs espèces migratrices qui nichent plus au nord.
Plusieurs mammifères marins vivent autour des côtes du parc, tels que le phoque gris (Halichoerus grypus) et le phoque commun (Phoca vitulina), tandis que les orques (Orcinus orca), les baleines de Minke (Balaenoptera acutorostrata) et les marsouins communs (Phocoena phocoena) sont abondants mais plus éloignés des côtes. Parmi les mammifères terrestres, on peut citer les renard polaire (Vulpes lagopus) et le vison d'Amérique (Neovison vison).

## Histoire

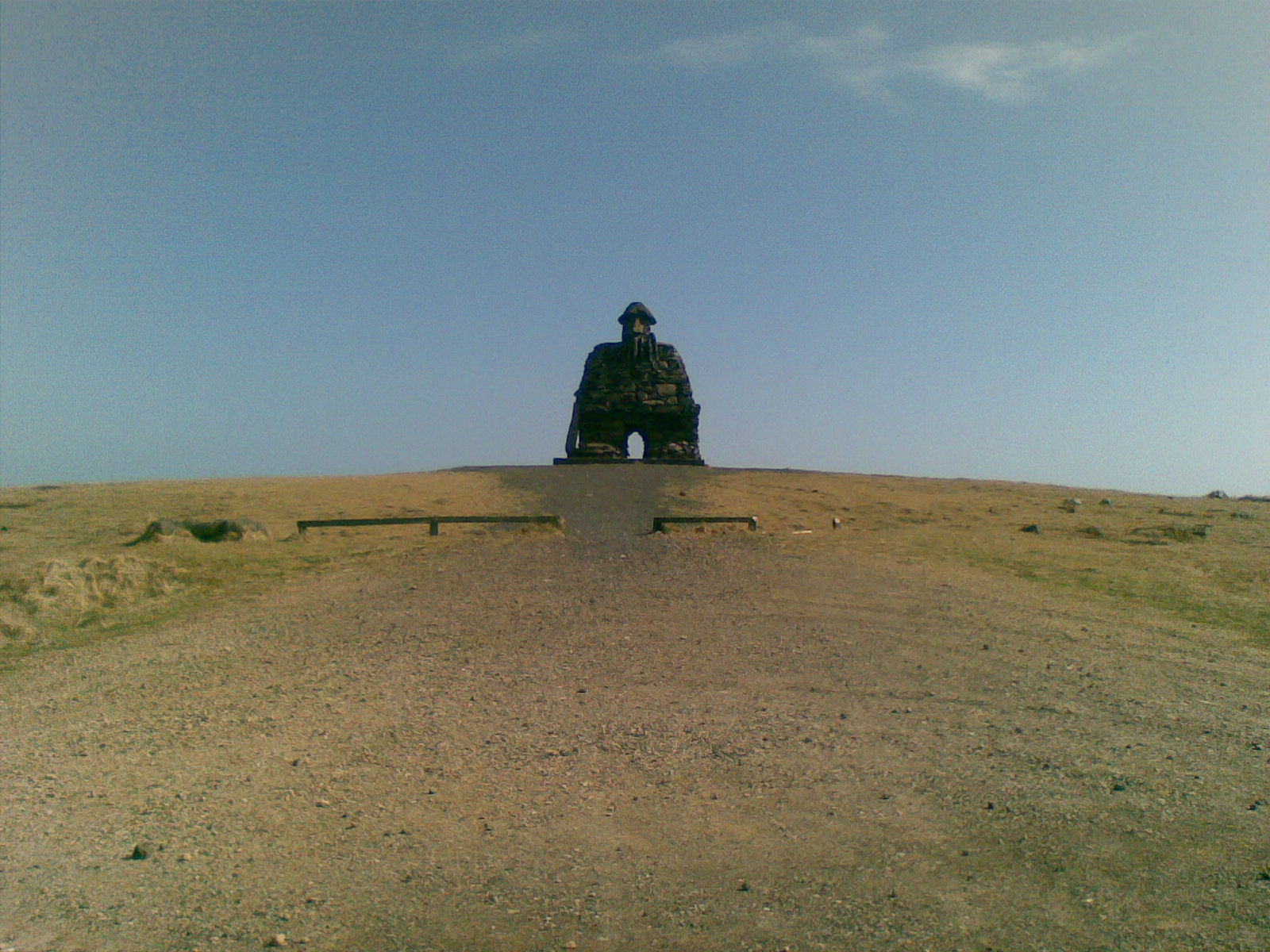
Statue de Bárður Snæfellsás par Ragnar Kjartansson, à Arnarstapi.

Il y a peu de sources historiques sur cette partie de l'Islande. Le volcan est l'objet d'une des sagas des Islandais, Bárðar saga Snæfellsáss, qui ne peut cependant pas être considérée comme une source historique fiable, comprenant de nombreux éléments légendaires. Cette saga raconte comment Bárður Dumbsson, un des premiers colons de la péninsule, gravit le sommet du Snæfellsjökull et disparût, devenant alors Bárður Snæfellsás, esprit protecteur des habitants de la région.
Plusieurs ruines de ferme ont été trouvées au sein du parc datant de la colonisation de l'Islande (IXe et Xe siècles). Près de Gufuskálar au nord du parc, on peut voir plusieurs structures en pierre datant probablement d'il y a entre 500 et 700 ans. La pêche semble avoir été la principale ressource, les eaux autour de la péninsule étant très riches. Dritvík, près de Djúpalónssandur était même pendant une longue période le plus important port de pêche d'Islande avec 60 navires pour un équipage total de 200 à 600 hommes. Ceci changea au XIXe siècle du fait des changements dans les techniques de pêche, le site étant abandonné au profit de plus gros villages tels que Hellissandur, Rif et Ólafsvík.
Le Snæfellsjökull était de tout temps un repère important pour la navigation. Pendant longtemps, il était considéré comme la plus haute montagne du pays, et en particulier, lors de sa première ascension en 1754 par Eggert Ólafsson et Bjarni Pálsson, ceux-ci estime l'altitude à 2 154 m. Cette valeur est revue à la baisse en 1789, estimée alors à 1 460-1 470 m, plus proche de la valeur officielle actuelle de 1 446 m.
Le parc national fut constitué le 28 juin 2001.

## Gestion et administration
Le parc national est le seul des parcs nationaux islandais géré par l'agence islandaise pour l'environnement, qui gère aussi la plupart des autres sites naturels protégés en Islande.

## Tourisme

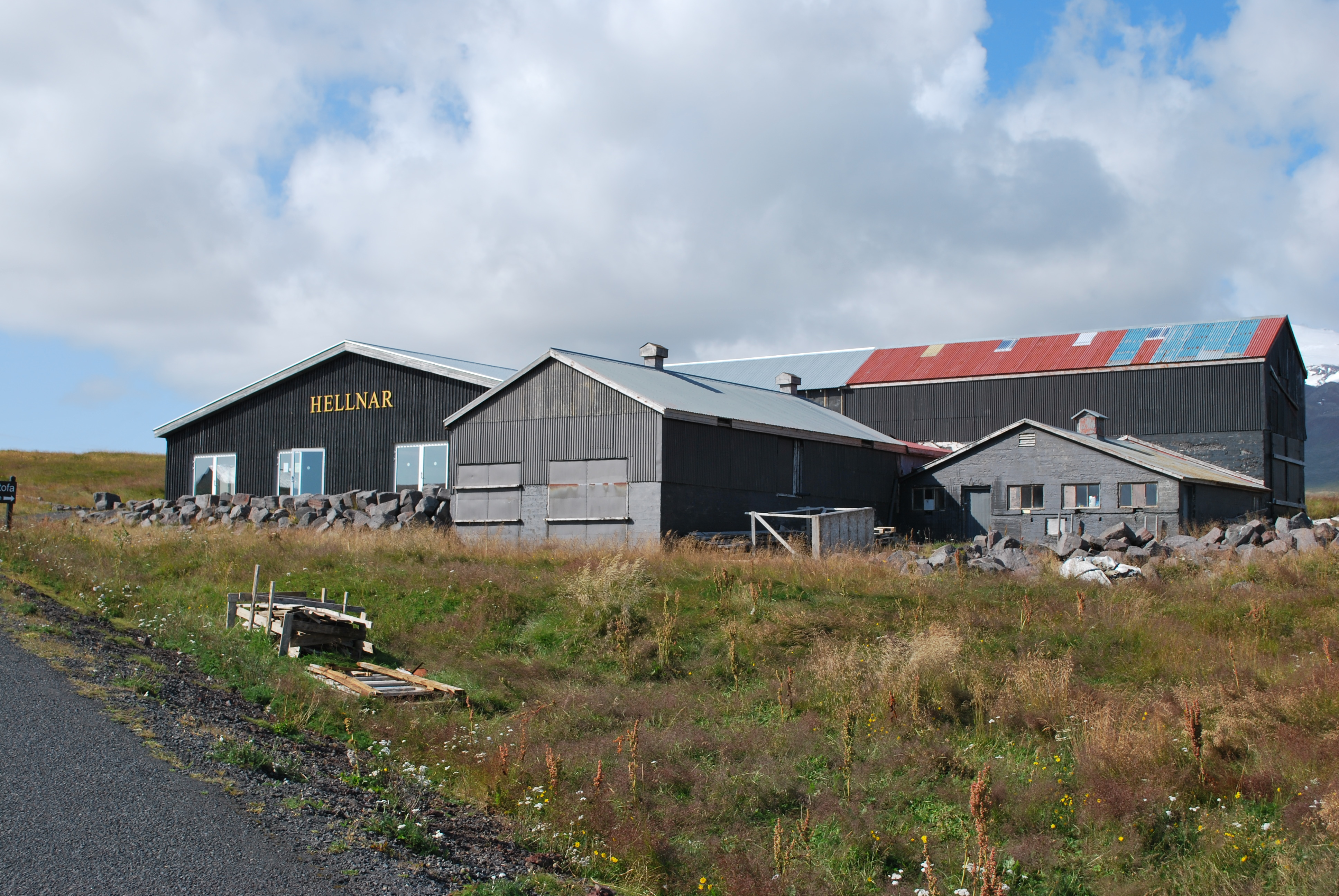
Centre des visiteurs à Hellnar.

La péninsule de Snæfellsnes est l'une des régions les plus visitées d'Islande, attirant en 2013 près d'un tiers des touristes estivaux étrangers. Le nombre annuel de touristes étrangers dans le parc national lui-même a été estimé à environ 100 000.
Le parc est desservi par la route 574 qui fait le tour du Snæfellsjökull. Il existe un centre des visiteurs près de Hellnar, ouvert depuis 2004, offrant une exposition sur le parc ou des sujets liés ainsi que du personnel pour conseiller les touristes. Il n'y a pas de logements au sein même du parc, mais il est possible d'y camper une nuit. Plusieurs logements touristiques (camping, hôtel, etc.) sont disponibles dans les villes et villages autour du parc. Plusieurs sentiers de randonnée sillonnent le site, et il est recommandé aux randonneurs de prévoir suffisamment d'eau car il est difficile de trouver de l'eau potable dans le parc.

## Dans la culture populaire
Le Snæfellsjökull est le site où commence le Voyage au centre de la Terre de Jules Verne. Ce livre, publié en 1864, ainsi que ses nombreuses adaptations ont rendu le volcan célèbre dans le monde entier. L'auteur et prix Nobel de littérature islandais Halldór Laxness, qui traduit le roman de Jules Verne dans sa langue natale en 1944, écrit lui-même un livre lié au volcan Kristnihald undir Jökli en 1968, publié en français sous le titre Úa ou Chrétiens du glacier.